# Jean-Louis-Ebenezer Reynier

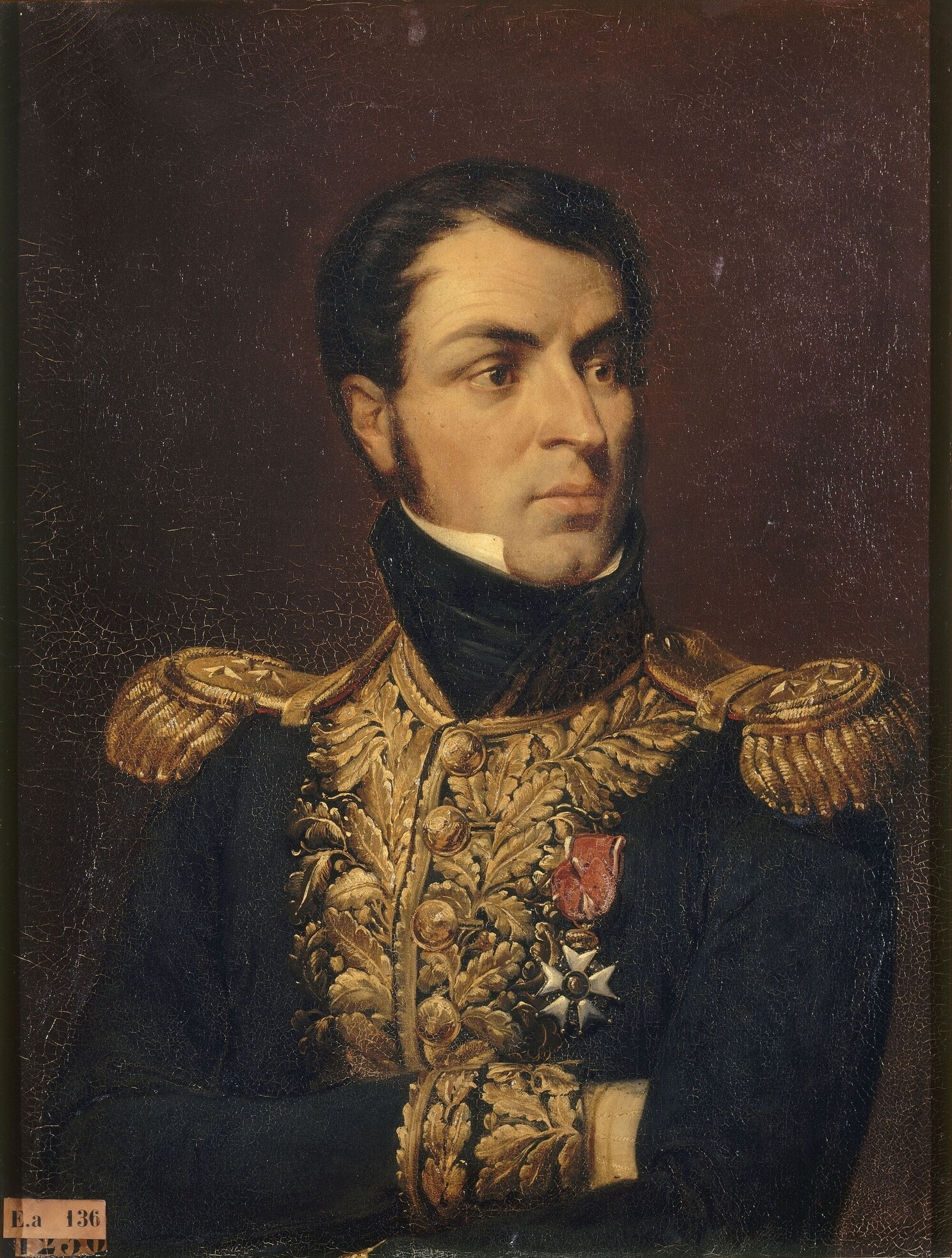
Jean Louis Ebenezer de Reynier, Ölgemälde von Félix Philippoteaux (1836).

Graf Jean Louis Ebenezer von Reynier (* 14. Januar 1771 zu Lausanne; † 27. Februar 1814 in Paris) war ein französischer General.

## Leben
Reynier wurde nach einer Ausbildung an der Brücken- und Straßenbauschule in Paris zunächst Ingenieur, trat aber 1792 in die französische Artillerie ein. Dort wurde er bald schon zum Offizier befördert, diente dann als Adjutant des Generalstabs in der Nordarmee und erhielt 1795 den Rang eines Général de brigade. 1796 zum Chef des Generalstabs der Armée du Rhin unter Moreau befördert, leistete er besonders beim Rückzug wesentliche Dienste und wurde zum Général de division befördert. 1798 begleitete er als Divisionskommandant Bonaparte auf dessen ägyptischer Expedition und befehligte in der Schlacht bei den Pyramiden eine Division. Er machte 1799 den syrischen Feldzug mit und entschied unter Kléber den Sieg in der Schlacht bei Heliopolis (20. März 1800).
Von Klébers Nachfolger Menou der Niederlage bei Alexandria wegen (21. März 1801) verhaftet und nach Frankreich zurückgesandt, wurde er von Bonaparte ungnädig aufgenommen und auf sein Gut im Département Nièvre verwiesen. Erst Ende 1805 erhielt er das Kommando einer Division von der nach Neapel bestimmten Armee übertragen.
Er zeichnete sich 1806 bei der Belagerung von Gaeta aus und wirkte zur Unterwerfung Unteritaliens mit. Infolge der Niederlage in der Schlacht bei Maida (4. Juli 1806) musste er aber Kalabrien räumen. Darauf übernahm er das Oberkommando in Neapel und war Kriegsminister des Königs Murat bis Mitte 1809.
Bei Eröffnung des Feldzugs von 1809 gegen Österreich an die Spitze eines Korps gestellt, zeichnete er sich namentlich bei Wagram aus. Hierauf nach Spanien beordert, kommandierte er 1810 bei der Armee von Portugal das 2. Armeekorps. 1811 verließ er ohne Erlaubnis des Kaisers das Heer und ging nach Paris, um zu heiraten.
Im russischen Feldzug übertrug ihm Napoleon das Kommando des 7. Armeekorps (meist aus Sachsen bestehend), das sich mit den Österreichern unter Schwarzenberg vereinigte. Einen Bericht darüber lieferte der Generalleutnant Karl Wilhelm Ferdinand von Funck, dieser erschien kurz nach dessen Tod 1829.
1813 nahm er an der Spitze seines meist aus Rheinbundtruppen bestehenden Korps an den Schlachten bei Großgörschen, Bautzen, Großbeeren und Dennewitz teil. In der Schlacht bei Leipzig wurde er mit der Deckung des Rückzugs beauftragt und geriet am 19. Oktober in Gefangenschaft. Nach seiner bald erfolgten Auswechselung kehrte er krank nach Paris zurück und starb dort am 27. Februar 1814.
Seine Erben veröffentlichten unter dem Titel Mémoires sur l’Égypte seinen Bericht De l’Égypte après la bataille d’Heliopolis später erneut.

## Ehrungen
Sein Name ist am Triumphbogen in Paris in der 24. Spalte eingetragen.

## Werke
- Über Egypten nach der Schlacht bei Heliopolis („De l’Égypte après la bataille d’Héliopolis“). Berlin 1802.
- Mémoires sur l’Égypte. Paris 1827.